# 天主教维亚纳教区 (巴西)
天主教維亞納教區（拉丁語：Dioecesis Vianensis），是巴西一個天主教教區，位於馬拉尼昂州中北部，屬馬拉尼昂的聖路易斯總教區。
教區成立於1962年10月30日，2010年有教友492,000人，佔總人口80.3%。有廿六個堂區、司鐸四十二人。現任教區主教為埃瓦爾多·卡爾瓦略·多斯·桑托斯。